# Oto (Indianie)

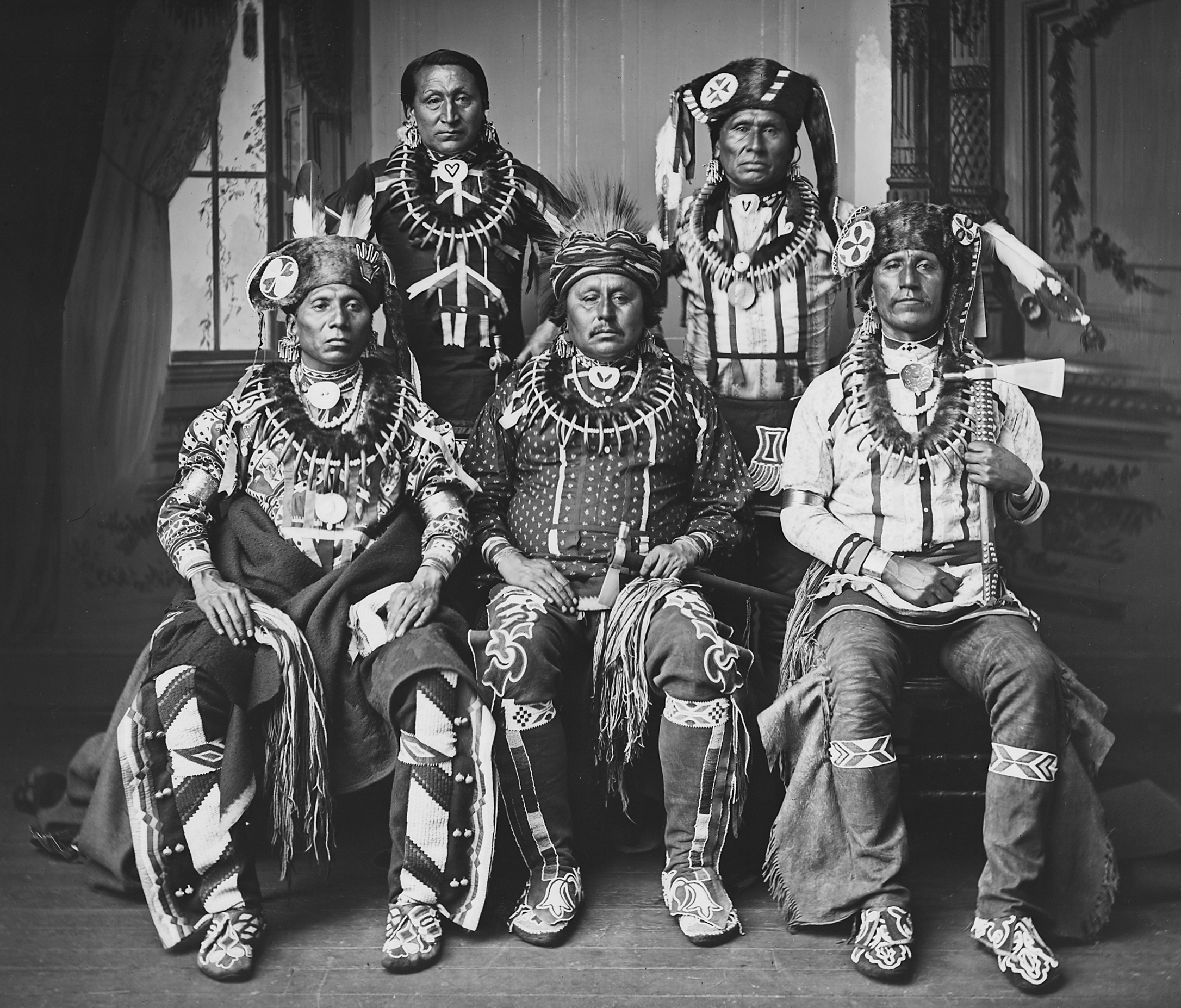
Delegacja Otów w 1881 roku. Fotograf John K. Hillers

Oto (ang. Otoe) – Indianie Ameryki Północnej mówiący językiem chiwere z rodziny siouańskiej. Zamieszkiwali oni pierwotnie dolinę dolnego biegu rzeki Nemaha, dokąd przybyli z okolic Wielkich Jezior. Przystosowali się do konnego, pół-koczowniczego trybu życia obszaru Prerii, prowadząc polowania na bizony, które odgrywały centralną rolę w ich diecie, jak i kulturze.